# Thaumastognathia orectognathus
Thaumastognathia orectognathus är en kräftdjursart som beskrevs av Cohen och Gary C.B. Poore 1994. Thaumastognathia orectognathus ingår i släktet Thaumastognathia och familjen Gnathiidae. Inga underarter finns listade i Catalogue of Life.